# Barbera del Monferrato
La Barbera del Monferrato è un vino DOC la cui produzione è consentita nelle province di Alessandria e Asti.

## Zona di produzione
La zona di produzione comprende l'intero territorio dei seguenti comuni:
in provincia di Alessandria: Acqui, Alice Bel Colle, Belforte, Bergamasco, Borgoratto Alessandrino, Bistagno, Carpeneto, Capriata d'Orba, Cartosio, Carentino, Cassine, Cassinelle, Castelletto d'Erro, Castelletto d'Orba, Castelnuovo Bormida, Cavatore, Cremolino, Denice, Frascaro, Gamalero, San Rocco di Gamalero, Grognardo, Lerma, Melazzo, Merana, Malvicino, Molare, Montaldeo, Montaldo Bormida, Morbello, Morsasco, Montechiaro d'Acqui, Orsara Bormida, Ovada, Pareto, Ponti, Ponzone, Prasco, Predosa, Ricaldone, Rivalta Bormida, Rocca Grimalda, Sezzadio, Silvano d'Orba, Spigno Monferrato, Strevi, Tagliolo, Terzo, Trisobbio, Visone, Alfiano Natta, Altavilla Monferrato, Bassignana, Camagna, Camino, Casale Monferrato, Castelletto Merli, Castelletto Monferrato, Cellamonte, Cereseto, Cerrina, Coniolo, Conzano, Cuccaro, Fubine, Frassinello Monferrato, Gabiano, Lu Monferrato, Masio, Mirabello Monferrato, Mombello Monferrato, Moncestino, Montecastello, Murisengo, Occimiano, Odalengo Grande, Odalengo Piccolo, Olivola, Ottiglio Monferrato, Ozzano, Pomaro Monferrato, Pecetto di Valenza, Pietra Marazzi, Pontestura, Ponzano Monferrato, Quargnento, Rosignano Monferrato, Rivarone, Sala, San Salvatore Monferrato, San Giorgio Monferrato, Serralunga di Crea, Solonghello, Terruggia, Treville, Valenza, Vignale, Villadeati, Villamiroglio.
in provincia di Asti: Agliano Terme, Albugnano, Antignano, Aramengo, Asti, Azzano d'Asti, Baldichieri, Belveglio, Berzano San Pietro, Bruno, Bubbio, Buttigliera d’Asti, Calamandrana, Calliano, Calosso, Camerano Casasco, Canelli, Cantarana, Capriglio, Casorzo, Cassinasco, Castagnole Lanze, Castagnole Monferrato, Castel Boglione, Castell'Alfero, Castellero, Castelletto Molina, Castello d'Annone, Castelnuovo Belbo, Castelnuovo Calcea, Castelnuovo Don Bosco, Castel Rocchero, Celle Enomondo, Cerreto d'Asti, Cerro Tanaro, Cessole, Chiusano d'Asti, Cinaglio, Cisterna d'Asti, Coazzolo, Cocconato, Corsione, Cortandone, Cortanze, Cortazzone, Cortiglione, Cossombrato, Costigliole d'Asti, Cunico, Dusino San Michele, Ferrere, Fontanile, Frinco, Grana, Grazzano Badoglio, Incisa Scapaccino, Isola d'Asti, Loazzolo, Maranzana, Maretto, Moasca, Mombaldone, Mombaruzzo, Mombercelli, Monale, Monastero Bormida, Moncalvo, Moncucco Torinese, Mongardino, Montabone, Montafia, Montaldo Scarampi, Montechiaro d'Asti, Montegrosso d'Asti, Montemagno, Montiglio Monferrato, Moransengo, Nizza Monferrato, Olmo Gentile, Passerano
Marmorito, Penango, Piea, Pino d'Asti, Piovà Massaia, Portacomaro, Quaranti, Refrancore, Revigliasco d'Asti, Roatto, Robella, Rocca d'Arazzo, Roccaverano, Rocchetta Palafea, Rocchetta Tanaro, San Damiano d'Asti, San Giorgio Scarampi, San Martino Alfieri, San Marzano Oliveto,
San Paolo Solbrito, Scurzolengo, Serole Sessame, Settime, Soglio, Tigliole, Tonco, Tonengo, Vaglio Serra, Valfenera, Vesime, Viale d'Asti, Viarigi, Vigliano, Villafranca d'Asti, Villa San Secondo, Vinchio.

## Storia
Nel 1873 la Barbera viene definita come  «vitigno conosciutissimo ed una delle basi principali dei vini dell'Astigiano e del basso Monferrato, dove è indigeno e da lunghissimo tempo coltivato»
Fino al 2008 era prevista anche la tipologia "superiore", a cui è stata riconosciuta la DOCG.

## Disciplinare
La Barbera del Monferrato può essere prodotta anche con la menzione "frizzante".
Per il vino fermo è consentita la menzione "vigna", purché le uve presentino un titolo alcolometrico volumico minimo naturale di 12,00% vol.

## Tipologie

### Caratteristiche organolettiche
- colore: rosso rubino più o meno intenso.
- odore: vinoso.
- sapore: asciutto o leggermente abboccato, mediamente di corpo, talvolta vivace o frizzante.

### Abbinamenti consigliati
Con secondi piatti di carne rossa, ad esempio arrosti.

## Produzione
Provincia, stagione, volume in ettolitri
- Alessandria  (1990/91)  70499,32
- Alessandria  (1991/92)  63892,19
- Alessandria  (1992/93)  58561,69
- Alessandria  (1993/94)  65970,84
- Alessandria  (1994/95)  61785,77
- Alessandria  (1995/96)  65520,0
- Alessandria  (1996/97)  71496,63
- Asti  (1990/91)  32420,87
- Asti  (1991/92)  39074,2
- Asti  (1992/93)  29258,74
- Asti  (1993/94)  30264,68
- Asti  (1994/95)  22768,83
- Asti  (1995/96)  60287,1
- Asti  (1996/97)  57873,13